# وكيل ذكي
الوكيل الذكي (بالإنجليزية: Intelligent agent) في الذكاء الاصطناعي هو أي شيء يدرك بيئته، ويتخذ الإجراءات بشكل مستقل من أجل تحقيق الأهداف، وقد يحسن أدائه بالتعلم أو قد يستخدم المعرفة. قد تكون بسيطة أو معقدة؛ يُعتبر منظم الحرارة مثالًا على وكيل ذكي، كما هو الحال بالنسبة للإنسان، كما هو الحال مع أي نظام يلبي التعريف، مثل شركة أو دولة أو منطقة حيوية.
من الأمثلة عليه أيضًا، أي نظام يمكنه رؤية أي شيء في بيئته باستخدام الحسّاسات، ويستطيع التفاعل باستخدام المحركات في محاولة للوصول إلى الهدف.

## بيئات
تصنف البيئات التي يعمل فيها الوكلاء الأذكياء في الذكاء الاصطناعي إلى عدة أنواع بناءً على خصائص معينة. وتشمل هذه الأنواع:
1. بيئة مرئية بالكامل:حيث يكون الوكيل قادرًا على رؤية كل ما يحتاجه للقيام بمهمة, مثال على ذلك وكيل يلعب الشرنج لدية القابلية على رؤية لوحة الشطرنج بالكامل
2. بيئة مرئية جزئيًا: حيث يكون الوكيل قادرًا على رؤية جزء  من البيئة للقيام بمهمة ما , مثال على ذلك وكيل يلعب البته و لا يعرف اوراق خصمة
3. بيئة حتمية:حيث تكون نتائج الأفعال قابلة للتنبؤ دائمًا
4. بيئة غير حتمية:  حيث تكون نتائج الأفعال احتمالية و غير  قابلة للتنبؤ
5. بيئة متسلسلة: كل حدث يعتمد على الحدث السابق
6. بيئة منفصلة: كل حدث منفصل عن الحدث السابق
7. بيئة ثابتة: البيئة لا تتغير اثناء القيام بعملية
8. بيئة ديناميكية : البيئة تتغير اثناء القيام بعملية
9. بيئة متقطعة: يقوم الوكيل الذكي بالقيام بفعل و انتظار ردة فعل للتمكن من القيام بردة فعل اخرى, مثال تحريك قطعة شطرنج
10. بيئة مستمرة: لا يعتمد على اي وكيل ذكي في البيئة
11. بيئة فردية: تواجد وكيل ذكي واحد في البيئة
12. بيئة جماعية: تواجد اكثر من وكيل ذكي واحد في البيئة

## أنواع
أنواع الوكلاء الأذكياء (Intelligent Agents) في الذكاء الاصطناعي تُصنّف بناءً على قدراتهم وتفاعلهم مع البيئة. إليك خمس أنواع رئيسية:
1. الوكيل البسيط:يعتمد على الشروط المباشرة، ويتصرف بناءً على الوضع الحالي فقط، دون أي ذاكرة للماضي. مثال , إذا رأيت الحالة X، فقم بالفعل Y". أي انه لا يملك ذاكره ولا هدف
2. وكيل برد الفعل مع الذاكرة:لديه نموذج داخلي للبيئة، مما يسمح له باتخاذ قرارات أكثر تعقيدًا. مثال, روبوت يتجنب العقبات بعد تذكّر أماكنها.
3. الوكيل الهادف: لا يتصرف فقط وفقًا للمعلومات الحالية، بل يسعى لتحقيق أهداف محددة، ويختار الأفعال التي تقربه من هدفه.
4. الوكيل القائم على المنفعة: يملك اكثر من هدف واحد و بناء على المنفعة، يختار الهدف الانسب
5. الوكيل المتعلم:قادر على تحسين أدائه مع الوقت من خلال التعلم من تجربته السابقة. و هو اكثر نوع ذكاء و تعقيد